# Parafia Niepokalanego Poczęcia Najświętszej Maryi Panny w Baku
Parafia Niepokalanego Poczęcia Najświętszej Maryi Panny w Baku – rzymskokatolicka parafia znajdująca się w prefekturze apostolskiej Azerbejdżanu. Jedyna parafia rzymskokatolicka w tym państwie. Parafię prowadzą salezjanie.
Msze święte sprawowane są w językach rosyjskim i angielskim.

## Historia
Już od połowy XIX w. podejmowano starania o wybudowanie kościoła katolickiego w Baku. W 1894 zbudowano kaplicę Niepokalanego Poczęcia Najświętszej Panny Maryi, jednak władze carskie skonfiskowały budynek, jako zbudowany bezprawnie. 30 marca 1900 wydano zgodę na budowę kościoła. 5 stycznia 1903 powstały Rzymskokatolickie Towarzystwo Dobroczynności i Katolicka Wspólnota Polska. W 1904 otworzono szkołę katolicką. W tym czasie w mieście mieszkało 9–10 tys. katolików. W latach 1908–1914 zbudowano kościół (proj. Józef Płoszko). Wśród jego fundatorów była m.in. rodzina Rylskich oraz Witold Zglenicki (pośmiertnie w zapisie spadkowym).
W czasach komunistycznych katolicy byli represjonowani. Ówczesny proboszcz ks. Stefan Demurow (wspomniany w Przedwiośniu Stefana Żeromskiego jako ksiądz Gruzin) kilka lat ukrywał się i prowadził nabożeństwa w prywatnych mieszkaniach. 14 listopada 1937 został aresztowany i 11 lutego 1938 skazany na śmierć za szpiegostwo. Wyrok wykonano w nocy z 23 na 24 lutego 1938. W latach 1931–1934 komuniści zburzyli kościół.
Odrodzenie parafii nastąpiło po upadku Związku Sowieckiego. Oficjalnie parafia została zarejestrowana w 1999 roku. W 2000 roku opiekę nad nią objęli słowaccy salezjanie. Parafia obejmuje cały kraj i administracyjnie podlega bezpośrednio Watykanowi. Pierwszym przełożonym był o. Daniel Prawda, a od 2003 roku funkcję tę pełni o. Jan Ćapla.
W 2001 powstała kaplica pw. Chrystusa Zbawiciela. Podczas wizyty w Azerbejdżanie papieża Jana Pawła II prezydent Azerbejdżanu Heydər Əliyev ofiarował teren pod budowę kościoła.
Kościół Niepokalanego Poczęcia Najświętszej Marii Panny w Baku został konsekrowany 29 kwietnia 2007 przez nuncjusza apostolskiego w republikach zakaukaskich abp Claudio Gugerottiego.